# Vidingsjö MoIF
Vidingsjö MoIF är en sportklubb från Linköping, mest känd för sina framgångar i baseboll.

## Baseboll
Hemmaplanen ligger vid Stångbro sportfält. Vidingsjö MoIF grundade sin basebollsektion 1980, genom att tre killar (Per Friberg, Johan Söderquist och Stefan Odhe) som hade börjat intressera sig sporten, började träna i liten skala på Vidingsjöskolans fotbollsplan. Träningarna kom på allvar igång 1981. 1982 spelades de första matcherna, och seriedebuten gjordes 1984. Efter flera framgångsrika säsonger i näst högsta serien, lyckades man under 1991 ta steget upp i högsta serien; Elitserien. Elitserienvistelsen varade i tre säsonger. Vidingsjö MoIF flyttades ner till Division I efter kvalförlust mot Västerås under andra halvan av 1994. 
Säsongen 2004 vann Vidingsjö MoIF Division I med 18 vinster av 20 möjliga. På grund av ekonomiska skäl kunde klubben inte återuppstiga i Elitserien och kvalplatsen gavs därför till andraplacerade Göteborg.